# Ciclododecanone
Il ciclododecanone è un composto organico del gruppo dei chetoni aliciclici. In condizioni normali è un solido bianco praticamente insolubile in acqua, con odore simile alla canfora.

## Sintesi
Il ciclododecanone fu sintetizzato per la prima volta da Leopold Ruzicka nel 1926, ma con rese troppo basse per un uso applicativo. Nel 1956 Günther Wilke trovò come ottenere 1,5,9-ciclododecatriene in modo efficiente dalla trimerizzazione del butadiene. Questa reazione rese possibile la sintesi industriale del ciclododecanone con il processo schematizzato nella figura seguente. Il ciclododecatriene viene idrogenato a ciclododecano; l'ossidazione di quest'ultimo forma una miscela di ciclododecanolo e ciclododecanone in rapporto circa 10/1. Il ciclododecanone puro viene ottenuto dalla miscela per deidrogenazione e successiva distillazione. Nel 2000 sono state prodotte circa 50.000 tonnellate di ciclododecanolo e ciclododecanone.

Schema della sintesi del ciclododecanone a partire dal butadiene.

## Usi
Il ciclododecanone è usato principalmente per la sintesi di acido 1,12-dodecandioico e di azaciclotridecan2-one (laurolattame, per la produzione di nylon-12). Tra gli altri usi è impiegato per la sintesi di fragranze muschiate come Muscenone, Ambretone, pentadecanolide.